# 열전도
열전도(熱傳導, thermal conduction)는 열이 고온 부분에서 저온 부분으로, 중간 물질을 통해서 이동하는 것을 말한다.
같은 굵기의 철과 구리 철사의 한쪽을 꼬아서 붙이고 거기에서 4cm 정도의 간격으로 파라핀을 사용해서 성냥개비를 세운다. 철사의 다른 쪽을 나무 토막에 고정시킨 다음 꼬아 붙인 부분을 알코올 램프로 가열한다. 시간이 지나감에 따라 불길에 가까운 쪽부터 파라핀은 녹고 성냥개비가 차례대로 떨어지기 시작한다. 이것은 열이 고온 부분에서 저온 부분으로 철사를 통하여 이동하는 것을 나타내고 있다. 또한 철 쪽의 성냥개비가 남아 있다. 이 결과로 볼 때 구리는 철보다 열전도율이 높다는 것을 알 수 있다.
열 전달과 관련된 모든 프로세스는 다음 세 가지 방법으로만 수행된다.
1. 전도(conduction)는 물리적 접촉에 의해 고정된 물질을 통한 열 전달이다. (물질은 거시적 규모로 고정되어 있다. 우리는 절대 영도 이상의 온도에서 원자와 분자의 열 운동이 있다는 것을 알고 있다.) 스토브의 전기 버너와 팬 바닥 사이에 전달되는 열은 전도에 의해 전달된다.
2. 대류(convection)는 유체의 거시적 움직임에 의한 열 전달이다. 이러한 유형의 이동은 예를 들어 강제 통풍로 및 기상 시스템에서 발생한다.
3. 열복사(radiation)에 의한 열 전달은 마이크로파, 적외선, 가시광선 또는 다른 형태의 전자기 방사선이 방출되거나 흡수될 때 발생한다. 분명한 예는 태양에 의한 지구 온난화이다. 덜 분명한 예는 인체의 열복사이다.[2]

## 푸리에의 법칙
푸리에의 법칙(푸리에의 열 방정식과 비교)이라고도 알려진 열전도 법칙은 물질을 통한 열 전달 속도가 온도의 음의 기울기와 열이 흐르는 곳에서 해당 기울기에 직각인 면적에 비례한다고 말한다. 우리는 이 법칙을 두 가지 동등한 형태로 기술할 수 있다. 즉, 신체 전체로 들어오거나 나가는 에너지의 양을 살펴보는 적분 형식과 지역적으로 에너지의 흐름 속도 또는 플럭스(heat flux)를 살펴보는 미분 형식이다.
뉴턴의 냉각 법칙은 푸리에 법칙의 이산적 유사체이고, 옴의 법칙은 푸리에 법칙의 전기적 유사체이며, 픽의 확산 법칙은 화학적 유사성이다.
주로 미분 형태와 적분 형태로 존재한다.

## 같이 보기
- 열전도율
- 대류
- 열복사
- 픽의 확산 법칙